# Stefan Stratimirović

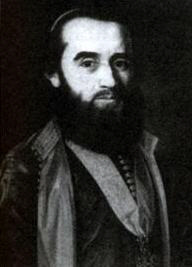
Stefan Stratimirović

Stefan Stratimirović (serbisch: Стефан Стратимировић; * 27. Dezember 1757 in Kulpin bei Batschki Peterwatz, Vojvodina; † 23. September 1836 in Syrmisch-Karlowitz) war Metropolit von Syrmisch-Karlowitz und Oberhaupt der Serbisch-Orthodoxen Kirche.

## Leben

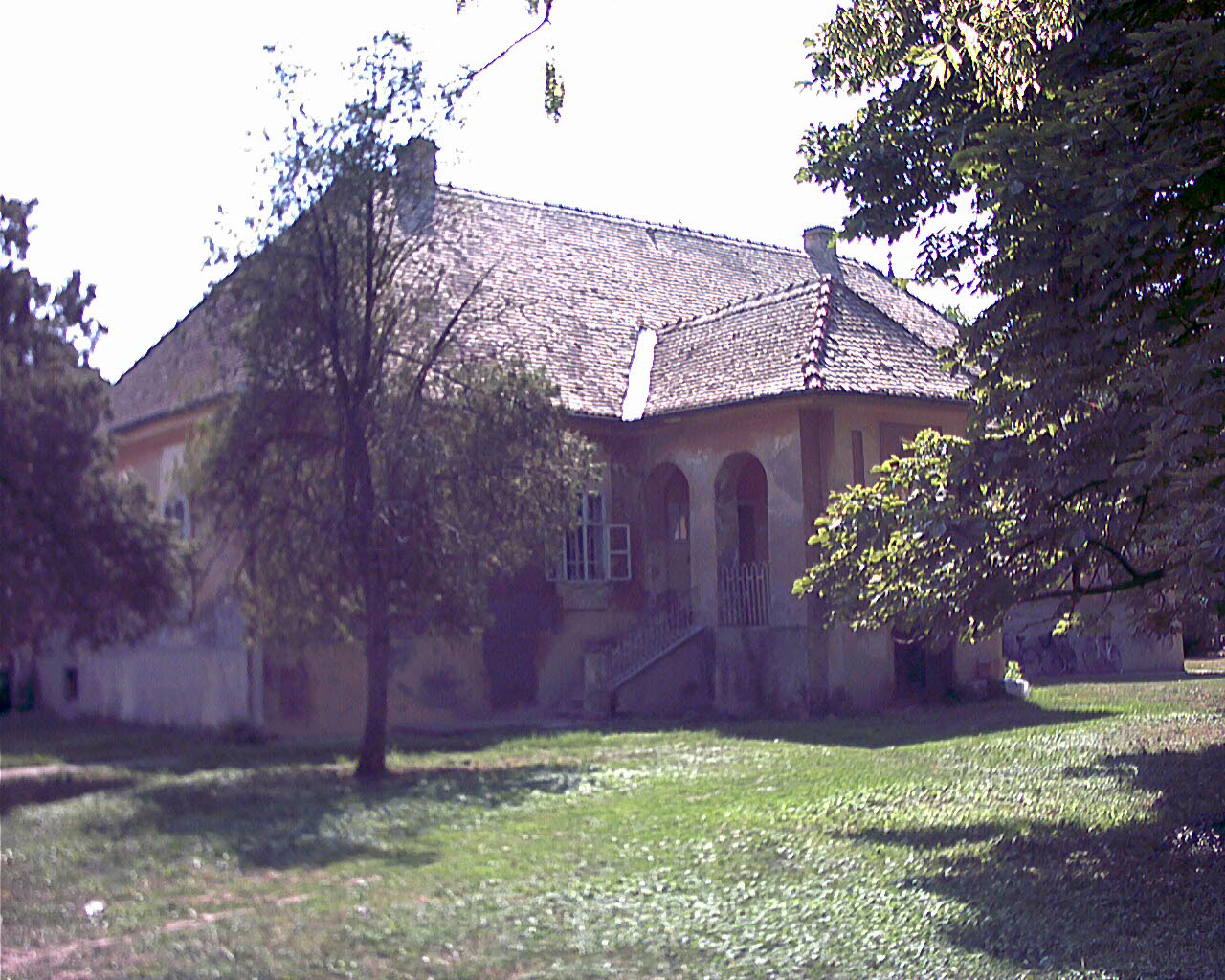
Haus der Familie Stratimirović in Kulpin

Stratimirovićs Eltern Jovan und Angelina Stratimirović stammten aus der Herzegowina und lebten an der Militärgrenze auf einem Landgut in Kulpin, das ihnen Maria Theresia 1754 zugewiesen hatte. Stefan Stratimirović besuchte die Schulen in Kulpin und Begeč bei Plankenburg und studierte dann Philosophie und Rechtswissenschaft an der Universität Wien und der Universität Budapest. Schließlich studierte er Theologie beim Archimandriten Jovan Rajić in Syrmisch-Karlowitz.
1784 trat Stratimirović als Mönch in ein Kloster der Serbisch-Orthodoxen Kirche ein. 1786 wurde er Bischof von Werschetz und bald Bischof der Eparchie Buda.

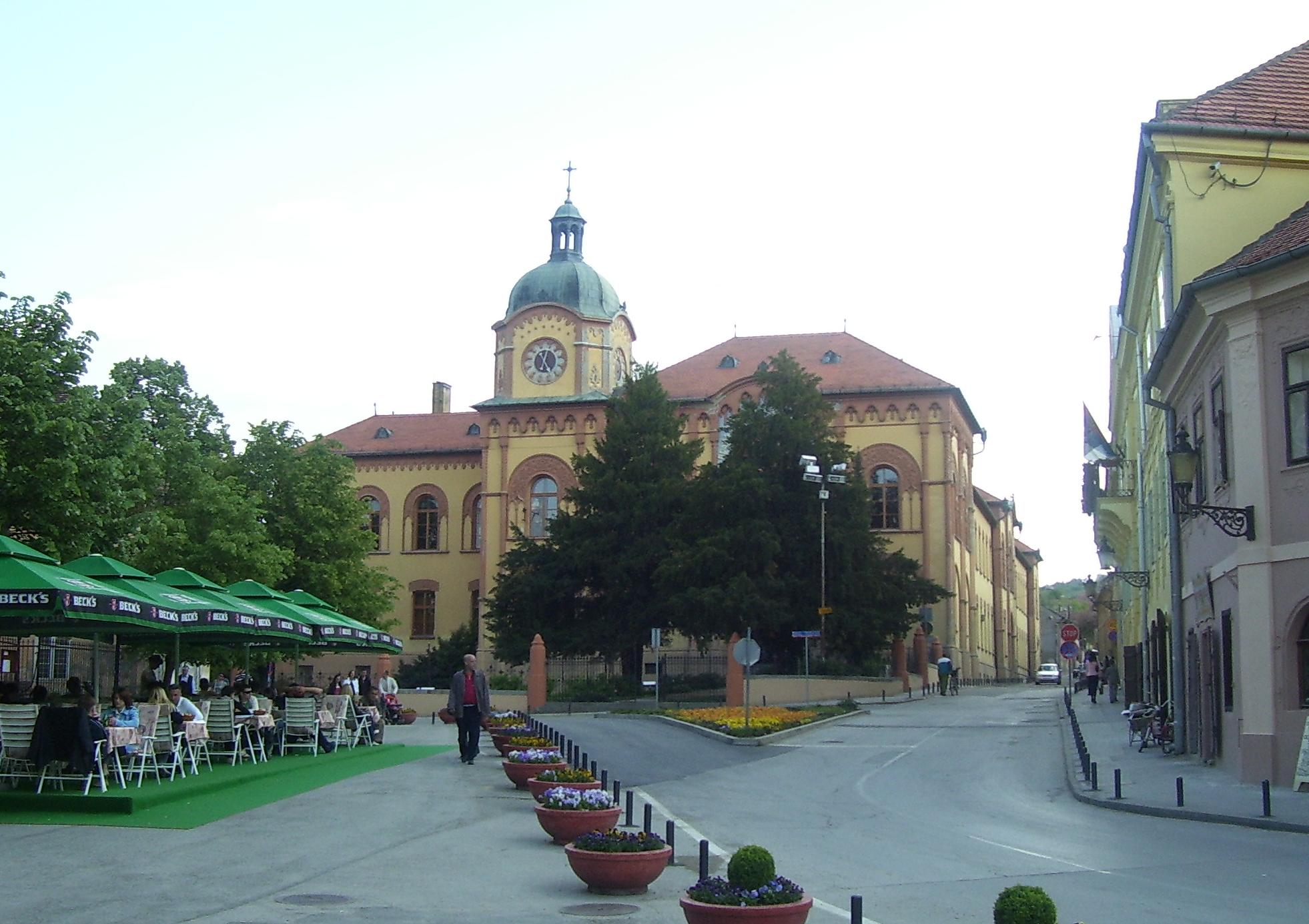
Gymnasium Karlowitz

1790 wurde Stratimirović auf dem Konzil in Temeswar als Nachfolger von Mojsije Putnik zum  Metropoliten von Syrmisch-Karlowitz gewählt. Er gründete 1792 das Gymnasium Karlowitz (mit Unterstützung des Kaufmanns Dimitrije Anastasijević Szabov (1726–1803)), 1794 die Theologie-Schule Karlowitz, 1797 die Blagodejanije-Stiftung, die als Stefaneum bekannt wurde, und 1810 das Gymnasium Neusatz. Er vergrößerte die Metropoliebibliothek und förderte Wissenschaft und Literatur. An vielversprechende Schüler vergab er Ausbildungsstipendien, so an den späteren Physiker Atanasije Stojković. Er verstärkte die Disziplin im Klerus. Zur Bewahrung der Orthodoxie widersetzte er sich den Sprachreformen Dositej Obradovićs, Sava Mrkaljs und Vuk Stefanović Karadžićs.
Als Kirchenführer unterstützte Stratimirović den Ersten Serbischen Aufstand unter Karađorđes Führung. Er half bei der geheimen Versorgung der Aufständischen mit Munition und Schießpulver aus Preußen. 1804 schickte er ein Memorandum an den russischen Kaiser Alexander I. mit dem Plan, das serbische Reich als russisches Protektorat wieder zu errichten. 1807 half er bei der Unterdrückung des Tican-Aufstands der serbischen Bauern in Syrmien.
Stratimirović verfasste viele geschichtliche, kirchliche und literarische Werke in lateinischer, deutscher und serbischer Sprache, von denen nur zwei zu seinen Lebzeiten gedruckt wurden. Weitere Werke erschienen nach seinem Tode. Sein Nachfolger als Metropolit von Syrmisch-Karlowitz war Stefan Stanković.